# Duvaliopsis
Duvaliopsis is een geslacht van kevers uit de familie van de loopkevers (Carabidae). De wetenschappelijke naam van het geslacht is voor het eerst geldig gepubliceerd in 1928 door Jeannel.

## Soorten
Het geslacht Duvaliopsis omvat de volgende soorten:
- Duvaliopsis bielzi Seidlitz, 1867
- Duvaliopsis calimanensis Knirsch, 1924
- Duvaliopsis meliki Csiki, 1912
- Duvaliopsis pilosella (L.Miller, 1868)
- Duvaliopsis rybinskii Knirsch, 1924
- Duvaliopsis transsylvanica Csiki, 1902